# Підземне сховище газу Карріку
Підземне сховище газу Карріку – інфраструктурний об'єкт газової промисловості в Португалії. Станом на середину 2020-х єдиний об’єкт такого призначення в країні.
Сховище ввели в дію у 2003 році. Зберігання газу організували у кавернах, створених шляхом розмивання соляних порід формації Дагорда (кінець тріасу – початок юри), що знаходяться в інтервалі глибин від 1050 до 1450 метрів.
В 2014-му кількість каверн довели до шести, що мають корисний об’єм у 322 млн м3. Закачування відбувається із добовою продуктивністю 2,46 млн м3, тоді як потужність по відбору становить до 13,2 млн м3.
Сполучення з газотранспортною системою країни забезпечують перемички до газового хабу в Лейрія, що надає доступ до ресурсу з трубопроводів Сінеш – Лейрія, Кампо-Майор – Лейрія та Лейрія – Туй.